# Imagine: John Lennon (사운드트랙)
《Imagine: John Lennon》은 존 레논의 비틀즈 시절부터 솔로 시절, 그리고 사망 당시 까지의 다양한 영상과 함께 요코 오노를 비롯한 관계자의 인터뷰를 담은 다큐멘터리 영화 《존 레논의 이메진》의 사운드트랙이다. 원래 더블 음반으로 발매되었지만, 현재는 한장의 CD로 발매되고 있다.

## 구성
첫 번째 디스크에는 공백기에 있던 1979년 당시 존에 의해 녹음된 어코스틱 데모 <Real Love>와 1969년 비틀즈 말기 시대에 존이 주축이 된 플라스틱 오노 밴드에 의해 발표된 <Give Peace a Chance>가 각각 A면의 처음, B면의 마지막에 수록되어 있다. 나머지 곡들은 모두 비틀즈 시절 발표된 곡들이다.
두 번째 디스크에는 모두 존 레논의 솔로 시절 발표한 곡들이 포함되어 있다. 대부분 정규 음원이지만 <Imagine (리허설)>은 《Imagine》의 작업시 리허설 단계에서 녹음된 1분 데모이며, <Mother>는 1986년 발표된 존의 라이브 음반 《Live in New York City》에 수록된 것으로 1972년 녹음된 존의 라이브 공연 음원이다.

## 커버 및 속지
커버는 게이트폴드 형태로 되어 있다. 커버 앞면의 사람 얼굴 그림은 존의 자화상이고, 커버 뒷면의 존의 사진은 아스트리드 커처가 찍은 존의 초기 비틀 샷이다. 게이트폴드 내부 좌우 표지에는 존의 멋진 사진들과 함께 <Imagine>의 가사가 실려 있다. 이너 슬리브에는 본 음반의 수록곡들의 전체 가사가 실려 있다.

## 곡 목록
모든 곡들은 특별한 언급이 없는 한 존 레논에 의해 씌여졌다.
트랙 2-10은 조지 마틴에 의해 프로듀스 됨.

트랙 11은 존 레논과 요코 오노에 의해 프로듀스 됨.

트랙 12-14, 17 & 21은 존 레논, 요코 오노 & 필 스펙터에 의해 프로듀스 됨.

트랙 15는 요코 오노에 의해 프로듀스 됨.

트랙 16은 존 레논에 의해 프로듀스 됨.

트랙 18-20은 존 레논, 요코 오노, 잭 더글라스에 의해 프로듀스 됨.
Disk one / Side one
1. "Real Love" – 2:48
  - 존 레논의 미발표 솔로 데모로, 1979년 10월 즈음 녹음된 데모이다. 다른 버전의 데모들 중 하나는 1995년 나머지 비틀즈 멤버들의 오버더빙 작업을 거쳐 1996년 비틀즈의 편집 음반 《Anthology 2》에 실려 발표되었다.
2. "Twist and Shout" (필 메들리, 버트 번스) – 2:33
  - 비틀즈의 1963년 데뷔 음반 《Please Please Me》에 수록된 곡이다.
3. "Help!" (존 레논, 폴 매카트니) – 2:18
  - 비틀즈의 1965년 음반 《Help!》에 수록된 곡이다.
4. "In My Life" (존 레논, 폴 매카트니) – 2:25
  - 비틀즈의 1965년 음반 《Rubber Soul》에 수록된 곡이다.
5. "Strawberry Fields Forever" (존 레논, 폴 매카트니) – 4:07
  - 비틀즈의 1967년 싱글로 발매되었고, 이후 비틀즈의 1967년 음반 《Magical Mystery Tour》에 수록됐다.
6. "A Day in the Life" (존 레논, 폴 매카트니) – 5:06
  - 비틀즈의 1967년 음반 《Sgt. Pepper's Lonely Hearts Club Band》에 수록된 곡이다.

Disk one / Side two
1. "Revolution" (존 레논, 폴 매카트니) – 3:24
  - 비틀즈의 1968년 싱글 《Hey Jude》의 B면 곡으로 발표됐던 곡이다.
2. "The Ballad of John and Yoko" (존 레논, 폴 매카트니) – 2:58
  - 비틀즈의 1969년 싱글로 발표된 곡이다.
3. "Julia" (존 레논, 폴 매카트니) – 2:54
  - 비틀즈의 1968년 음반 《화이트 음반》에 수록됐던 곡이다.
4. "Don't Let Me Down" (존 레논, 폴 매카트니) – 3:34
  - 비틀즈의 1969년 싱글 《Get Back》의 B면 곡으로 발표된 곡이다.
5. "Give Peace a Chance" – 4:53
  - 존 레논의 1969년 싱글이다. 존 레논과 폴 매카트니의 공동 크레디트로 발표됐지만, 1990년대에 실제 작곡자인 존 레논의 단독 크레디트로 변경되어 발표됐다.

Disk two / Side one
1. "How?" – 3:41
  - 존 레논의 1971년 솔로 음반 《Imagine》에 수록된 곡이다.
2. "Imagine (리허설)" – 1:25
  - 리허설 단계에서 녹음된 1분 데모이다.
3. "God" – 4:09
  - 존 레논의 1970년 음반 《John Lennon/Plastic Ono Band》에 수록됐던 곡이다.
4. "Mother" – 4:45
  - 1986년 발표된 존의 라이브 음반 《Live in New York City》에 수록된 것으로 1972년 녹음된 존의 라이브 공연 음원이다.
5. "Stand by Me" (벤 이 킹, 제리 리이버, 마이크 스톨러) – 3:28
  - 존 레논의 1975년 음반 《Rock 'n' Roll》에 수록됐던 곡이다.

Disk two / Side two
1. "Jealous Guy" – 4:14
  - 존 레논의 1971년 음반 《Imagine》에 수록된 곡이다.
2. "Woman" – 3:33
3. "Beautiful Boy (Darling Boy)" – 4:05
4. "(Just Like) Starting Over" – 3:59
  - 트랙 18-20 은 존 레논과 요코 오노의 음반 《Double Fantasy》에 수록된 곡이다.
5. "Imagine" – 3:02
  - 존 레논의 1971년 음반 《Imagine》에 수록된 곡이다.